# Pors Grenland
Pors Grenland är en fotbollsklubb i Porsgrunn, Norge. Den bildades den 25 maj 1905 som Lyn, men ändrade namn till Pors 1914 eftersom det tidigare namnet redan användes. 1994 bytte man namn till Pors Grenland. Bästa resultat är då man säsongerna 1948/1949 och 1969 kvalificerade sig för spel i Norges högsta division..
I samband med namnändringen 1994 påbörjade man ett elit-friidrotts-samarbete med en annan framgångsrik fotbollsklubb i Grenland, Odd Grenland. I februari 2005 gav Pors Grenland Idrettsforening upp övriga sporter, och Pors Grenland Fotball blev ett eget lag, men under kontroll av Pors Grenland Idrettsforening.
2004-2006 spelade man i Adeccoligaen, men åkte ner till andradivisionen. Laget har utan framgång kämpat för uppflyttning åren 1979, 1981 och 1983. Före 1999 var Pors Grenland enda klubb i Telemark fylke att nå Norges högsta division.
Laget spelar i blå tröjor, och hemmaplan är Pors Stadion. Noterbara spelare är Jan Halvor Halvorsen och Erik Pedersen.
Josué Mayard skrev på för Pors Grenland 2006.

### Fotnoter
1. ↑  Ole Petter Pedersen. ”Pors” (på norska). Store norske leksikon. https://snl.no/Pors. Läst 29 september 2017.